# Masakra na Wzgórzach Cyprysowych
Masakra na Wzgórzach Cyprysowych – wydarzenie, które miało miejsce w 1873 w okolicach Wzgórz Cyprysowych (ang. Cypress Hills), leżących na granicy dzisiejszych prowincji Kanady Alberta i Saskatchewan, w czasie którego przestępczy gang pochodzący ze Stanów Zjednoczonych wymordował około 20 Indian, w tym pewną liczbę kobiet i dzieci.
Począwszy od 1860 wraz z kryzysem na rynku skór i futer Kompania Zatoki Hudsona zaczęła zmniejszać swoją obecność na Ziemi Ruperta. W pustkę po niej powstającą zaczęli wkraczać prywatni operatorzy oraz gangi, najczęściej pochodzący zza południowej granicy. Jedną z takich grup był gang wolfersow. Wolfresi obozowali w opuszczonym przez Kompanię Fort Hamilton. W dniu poprzedzającym wydarzenia gangsterzy zauważyli, iż z ich stada koni zginęło kilkanaście wierzchowców. Podejrzenia padły na grupę Indian Nakoda (Stoney), obozującą nieopodal fortu. W czasie pijackiej nocy zaplanowano odwet. Wczesnym ranem obóz Indian został zaatakowany. W czasie walki zabito pomiędzy 16 a 22 Indian. Wśród ofiar były kobiety i dzieci.
Po kilku miesiącach od tych wydarzeń informacja o nich przedostała się do prasy we wschodniej Kanadzie, wywołując fale oburzenia. Przyśpieszyło to formowanie i zaangażowanie w akcje Północno-Zachodniej Policji Konnej. Spacyfikowanie gangu wolfersów było jednym z pierwszych zadań policji. Ostatecznie gang został rozpędzony, a wielu jego członków aresztowano, osadzono i skazano za różne przestępstwa. Żadnemu z nich nie udało się jednak udowodnić udziału w masakrze. Ostatecznie dochodzenie w jej sprawie zostało zamknięte w 1882 roku.